# Lichtende nachtwolk

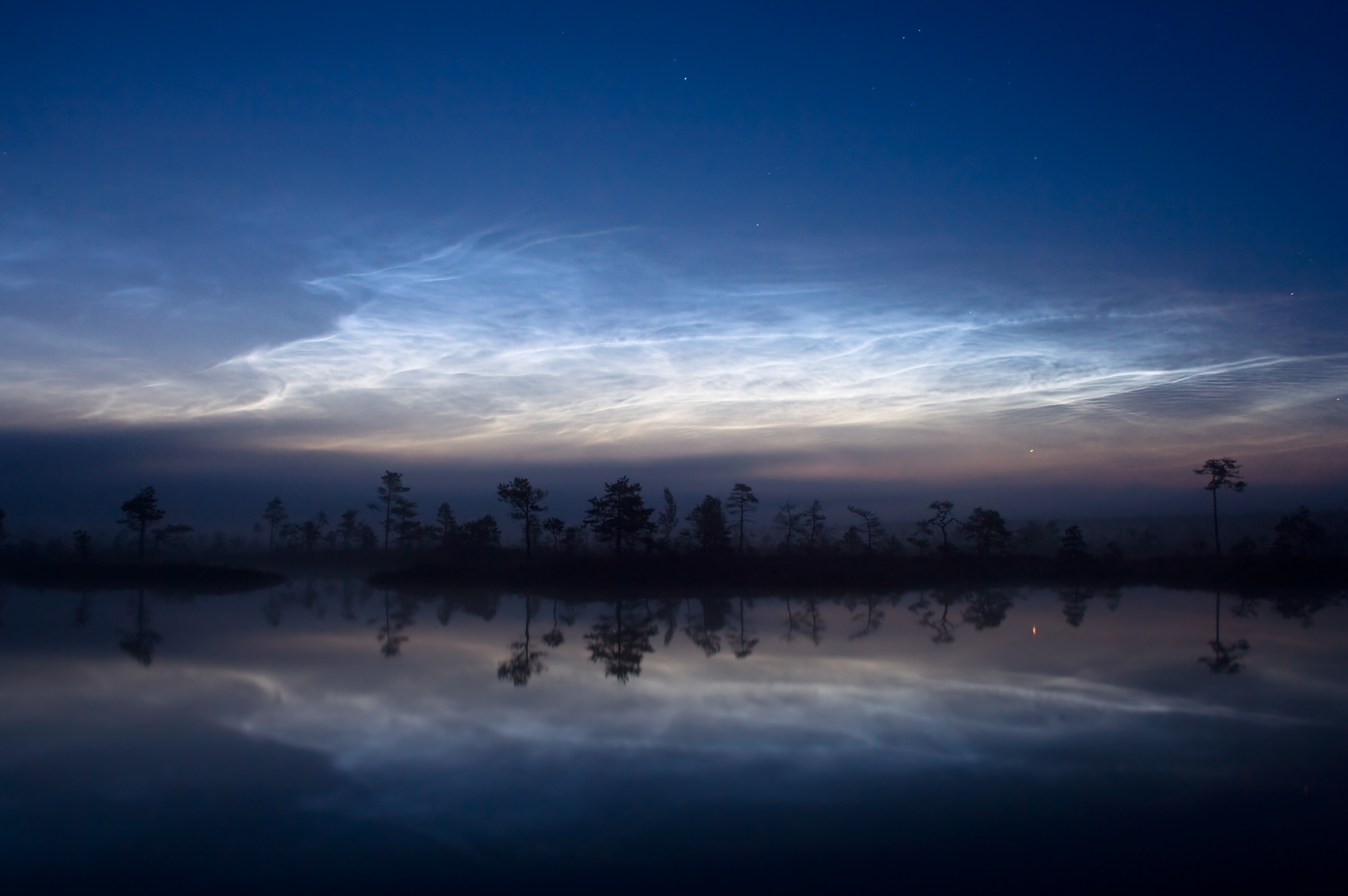
Lichtende nachtwolken boven Nationaal Park Soomaa in Estland

Lichtende nachtwolken zijn wolken die voorkomen op ongeveer 75 tot 85 kilometer hoogte, veel hoger dan gewone wolken, die hooguit zo'n 20 kilometer hoogte bereiken. Na zonsondergang weerkaatsen die hoge wolken nog een tijd zonlicht. De gewone wolken, die we meestal zien, steken daar donker bij af en kleuren na zonsondergang eerst rood en vervolgens donkergrijs. De lichtende nachtwolken blijven dan wit, geel-oranje of lichtblauw. De sterren blijven in deze dunne wolken zichtbaar.
In mei, juni en juli kan de noordelijke hemel geruime tijd na zonsondergang of voor zonsopkomst een paar uur worden opgelicht door deze wolken met een zilverachtige glans. In deze maanden staat de zon laag onder de noordelijke horizon, waardoor deze wolken als het ware van onderuit door de zon worden verlicht. De wolkenslierten hebben een ribbel- of vezelstructuur. Ze zijn vrij zeldzaam en komen onregelmatig voor: soms zijn ze alleen al in één maand enkele keren te zien, maar menig zomer gaat voorbij zonder deze wolken. De laatste jaren echter lijken ze meer voor te komen.
Het ontstaan van deze nachtwolken houdt verband met talrijke uiterst kleine deeltjes in de bovenste lagen van de atmosfeer. Dat kan bijvoorbeeld stof zijn afkomstig van meteorieten. Zulke deeltjes alleen zijn echter niet voldoende: ook is waterdamp nodig en zeer lage temperaturen tussen -90 en -145 graden Celsius. Op de deeltjes zet zich dan een laagje ijs af, net als rijp op het aardoppervlak. Door het ijs dat de deeltjes omhult, wordt zonlicht weerkaatst.
Wie de lichtende nachtwolken een tijd observeert zal zien dat de vormen relatief snel veranderen. Op de hoogte waar de wolken zich ophouden komen zeer sterke luchtstromingen voor. In horizontale richting stroomt de lucht met snelheden van gemiddeld 150 km/u en soms wel 500 tot 700 km/u. Daarmee samenhangend doen zich ook sterk dalende en stijgende luchtstromingen voor, waardoor de wolken een bijzonder turbulent aanzien krijgen. De karakteristieke golven en ribbels verdwijnen weer even snel als ze zijn gekomen.
Lichtende nachtwolken zijn niet voorspelbaar, maar het loont zeker op een heldere zomeravond na zonsondergang de moeite even naar de noordoostelijke of noordwestelijke hemel te kijken.

## Storende lichthinder
Lichtende nachtwolken, evenals de nachtelijke schemeringsverschijnselen in mei, juni, en juli, mogen niet verward worden met het schijnsel van kunstmatige nachtverlichting boven steden. Om lichtende nachtwolken optimaal waar te kunnen nemen stelt men zich zo ver mogelijk van stadsverlichting op. Indien men in een stad woont, zoekt men best het gebied ten noorden ervan op, om zich aldaar op te stellen en in noordelijke richting te kijken, met de stadsverlichting rugwaarts in het zuiden.

## Galerij

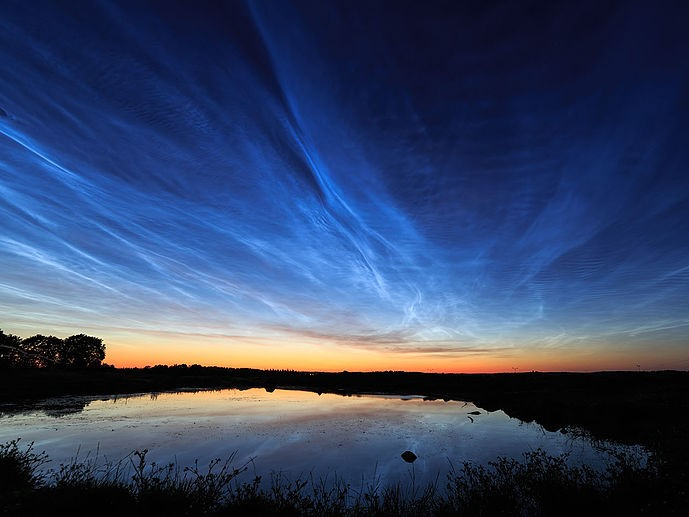
Boven Uppsala in Zweden
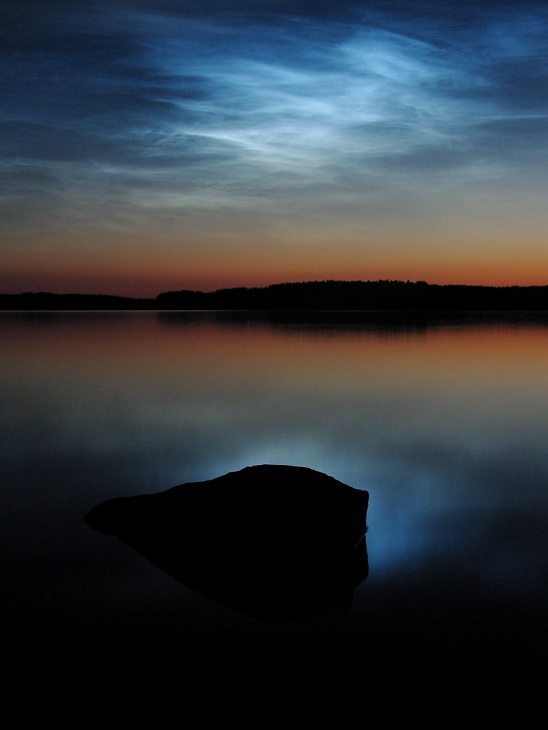
Boven het Saimaameer in Finland
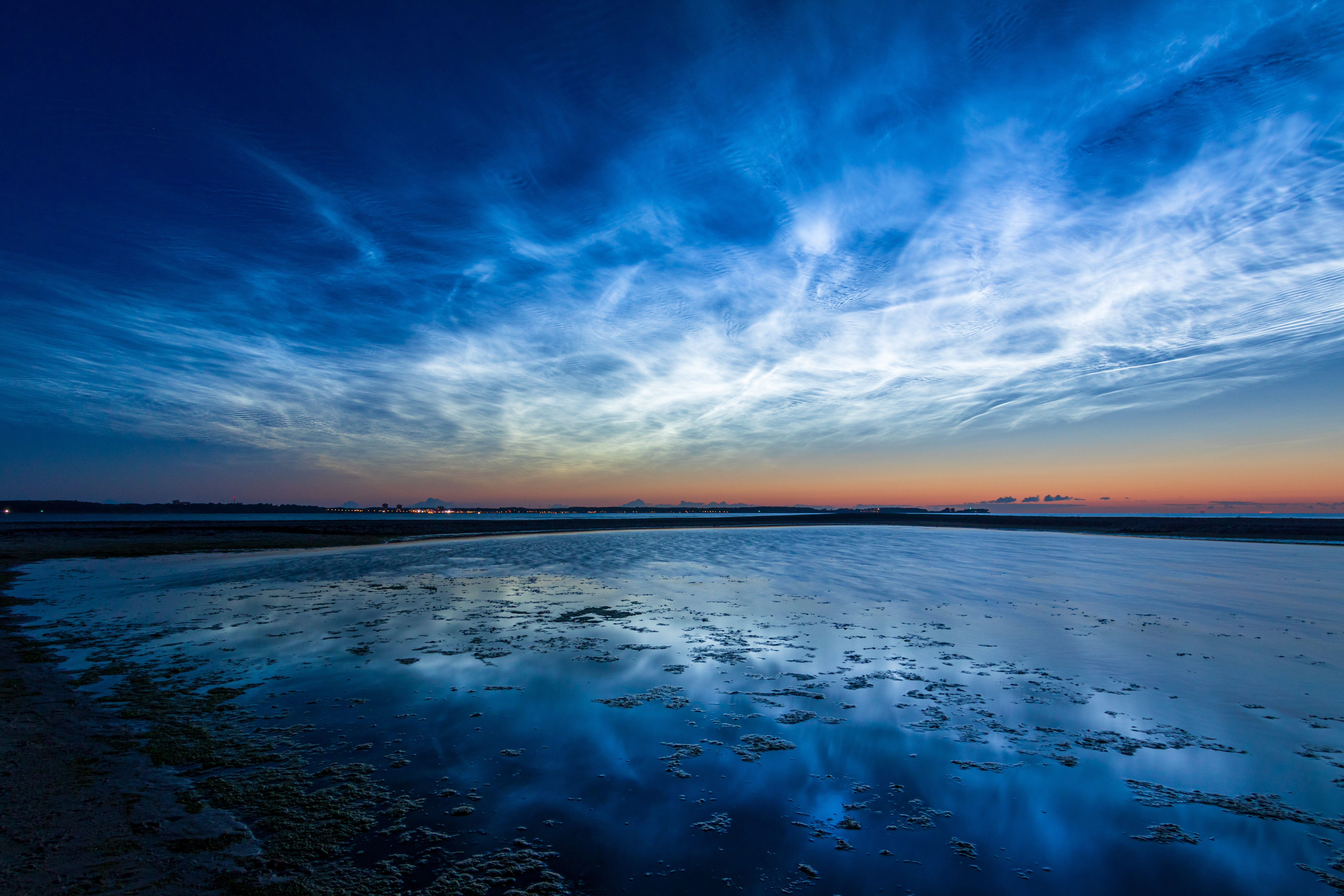
Boven Laboe in Duitsland
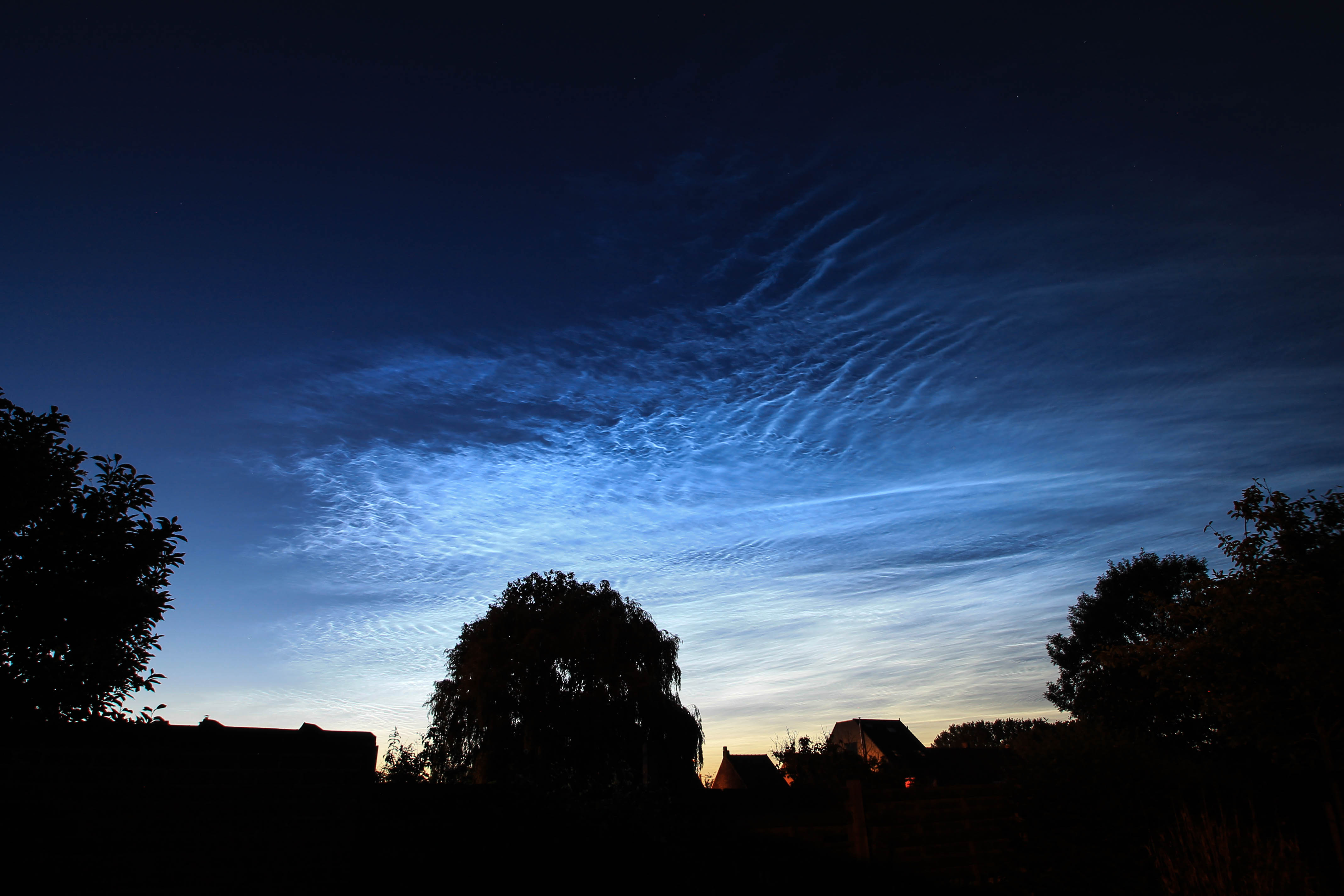
Boven Dadizele in België
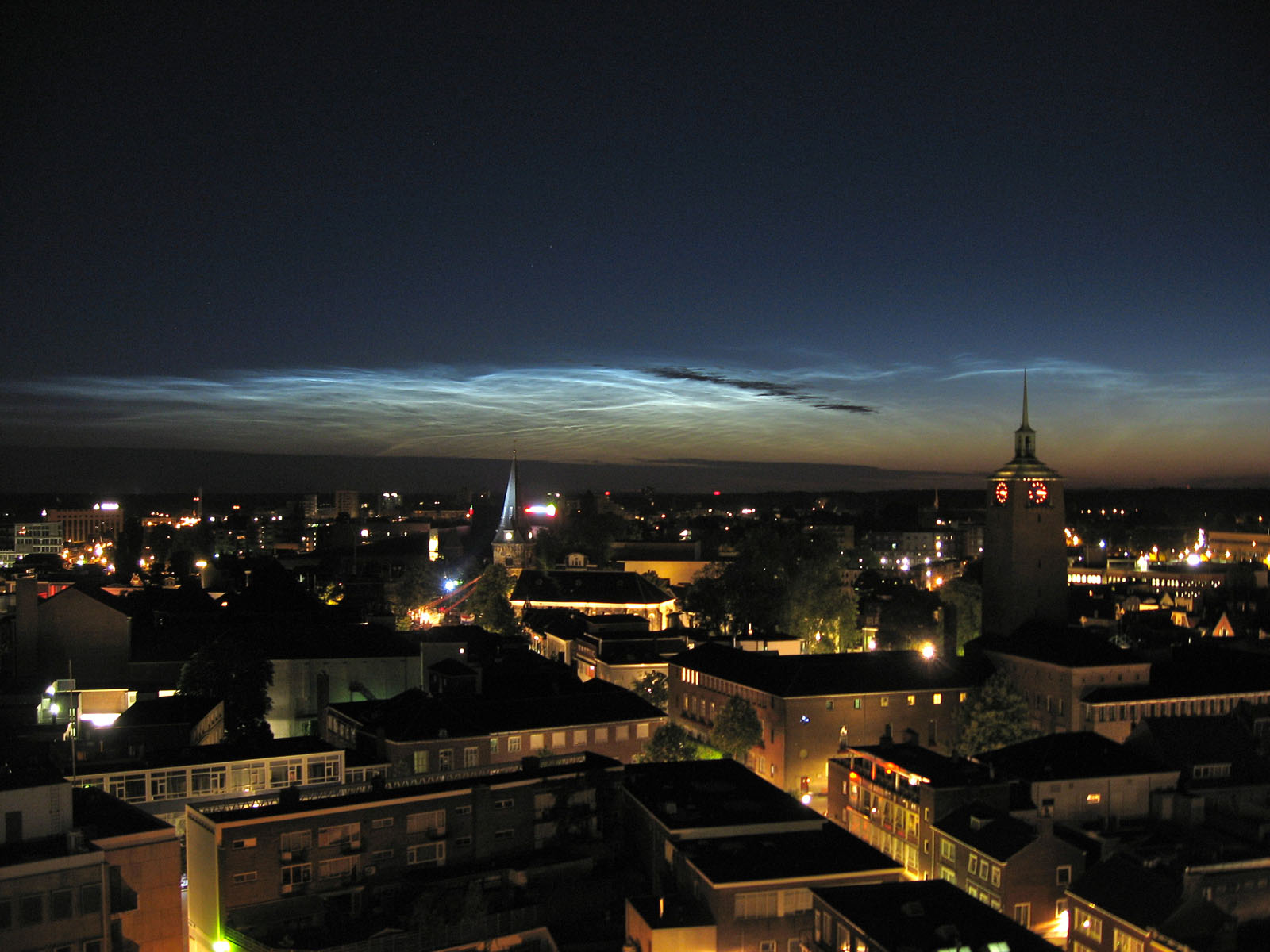
Boven Enschede in Nederland
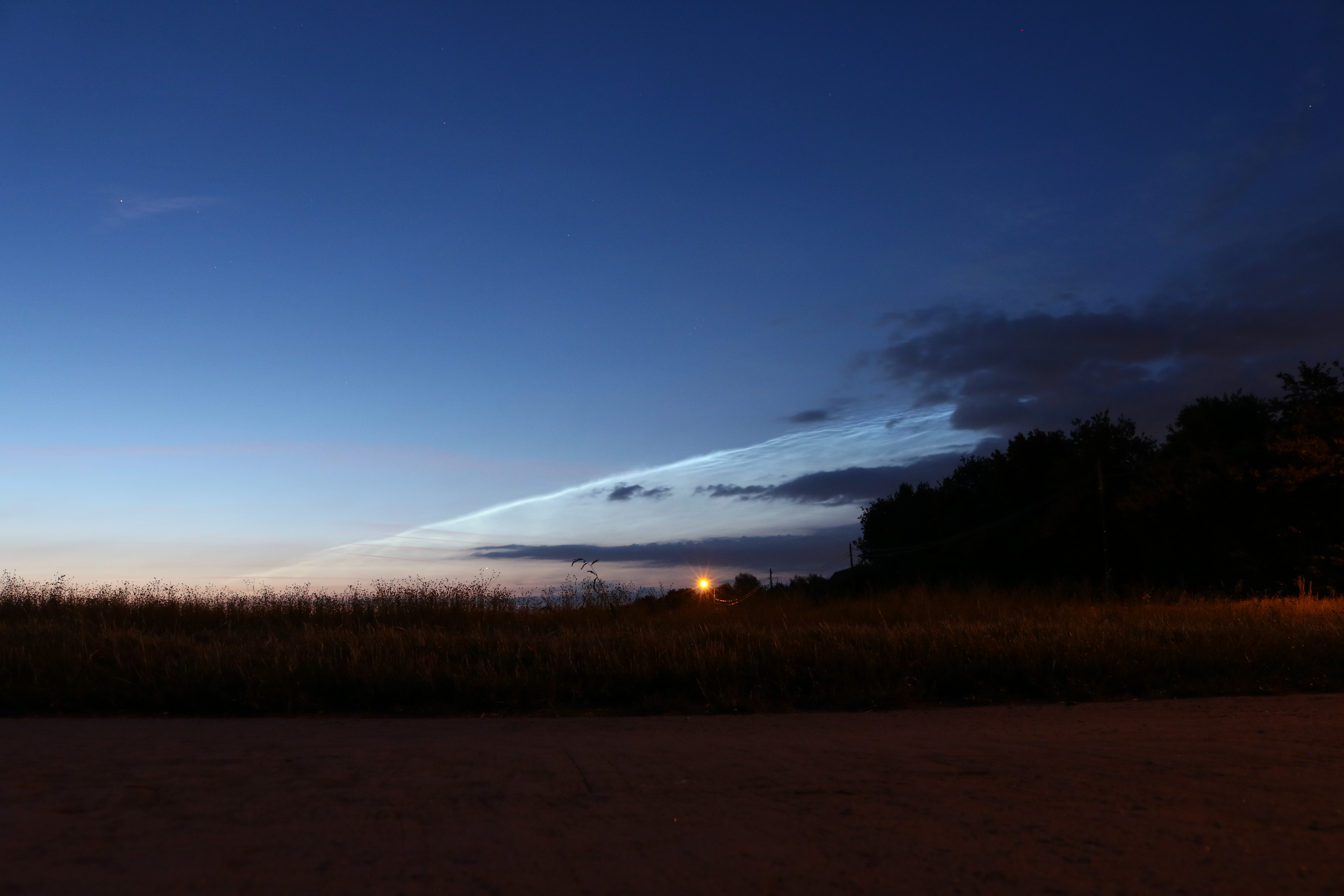
Boven het provinciaal domein De Palingbeek in België
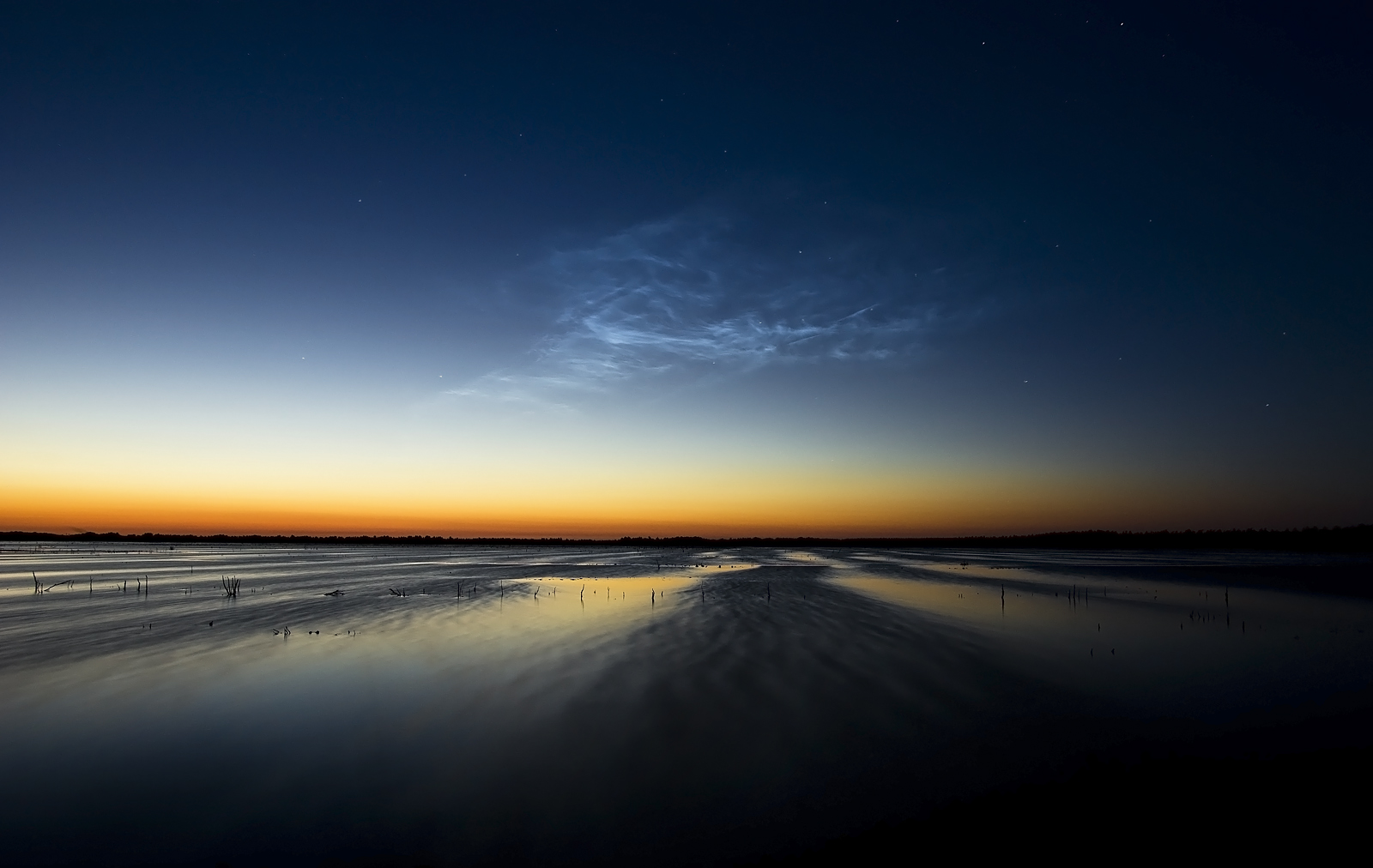
Boven het Bargerveen (Drenthe) in Nederland